# Andrej Kerić
Andrej Kerić (né le 11 février 1986 à Vinkovci en RF Yougoslavie) est un footballeur croate.

## Biographie
Kerić commence sa carrière de footballeur dans sa ville natale de Vinkovci dans le club local du HNK Cibalia. Lors de la saison du championnat croate de Prva HNL 2003–04, Kerić fait ses débuts dans l'équipe première de Cibalia. Lors des quatre saisons qu'il passe au club, Kerić inscrit 9 buts en 64 matchs. En février 2008, il signe un contrat de 3,5 ans avec le club tchèque du FC Slovan Liberec. Kerić s'impose rapidement avec le club et s'avère être un joueur clé de l'équipe du Slovan Liberec. Kerić inscrit 15 buts lors de la saison de Gambrinus liga 2008–09 et devient le meilleur buteur du championnat tchèque, ce qui lui vaut d'être convoité par de nombreux clubs en Europe de l'Ouest. 